# Nicholas Whitty
Nicholas Whitty es un deportista neozelandés que compitió en judo. Ganó dos medallas de bronce en el Campeonato de Oceanía de Judo de 2002, en las categorías de –90 kg y abierta.

## Palmarés internacional
| Campeonato de Oceanía | Campeonato de Oceanía      | Campeonato de Oceanía | Campeonato de Oceanía |
| Año                   | Lugar                      | Medalla               | Categoría             |
| --------------------- | -------------------------- | --------------------- | --------------------- |
| 2002                  | Wellington (Nueva Zelanda) | Medalla de bronce     | –90 kg                |
| 2002                  | Wellington (Nueva Zelanda) | Medalla de bronce     | Abierta               |